# Ramses VII.
Ramses VII. war der 6. altägyptische König (Pharao) der 20. Dynastie. Er übernahm am 20. Peret II (9. November) 1137 v. Chr. die Herrschaft und regierte bis 1130 v. Chr. oder 1129 v. Chr.

## Weitere Namen
- Horusname: Starker Stier, schön als Gott, oder Starker Stier, mit schönem Gesicht, Herr von Sedfesten wie sein Vater Ptah-Tatenen
- Nebtiname: Beschützer Ägyptens, der die [Neun] Bogen [die Feinde Ägyptens] niederzwingt
- Goldname: Reich an Jahren, wie Amun

## Herkunft
Ramses VII. war Sohn und Nachfolger von Ramses VI. und dessen Gemahlin Nubchesbed sowie Neffe seines Nachfolgers Ramses VIII.

## Herrschaft
Aus seiner Regierungszeit sind mehrere administrative und wirtschaftliche Dokumente sowie fünf Hymnen auf den Pharao erhalten.
Die wirtschaftliche Krise der Zeit, die ein Ansteigen der Getreidepreise zur Folge hatte, wird in Dokumenten aus der Arbeitersiedlung von Deir el-Medina wiedergegeben. Die Resonanz darauf waren Plünderungen der Nekropole, die unter Mitwirkung der lokalen Autoritäten stattfanden (s. auch Ramses IX.).

## Sein Grab
Das wichtigste Monument des Königs ist sein Grab (KV1) im Tal der Könige. Dies ist im Gegensatz zu den anderen Gräbern des Tales jedoch eher bescheiden. Von der Ausstattung ist außer dem Sarkophag (Granitdeckel über eingetiefter Grube), Uschebtis und vier bei der Cachette von Deir el-Bahari gefundenen Gefäßen aus Fayence nichts erhalten. Über den Verbleib der Mumie ist nichts bekannt.

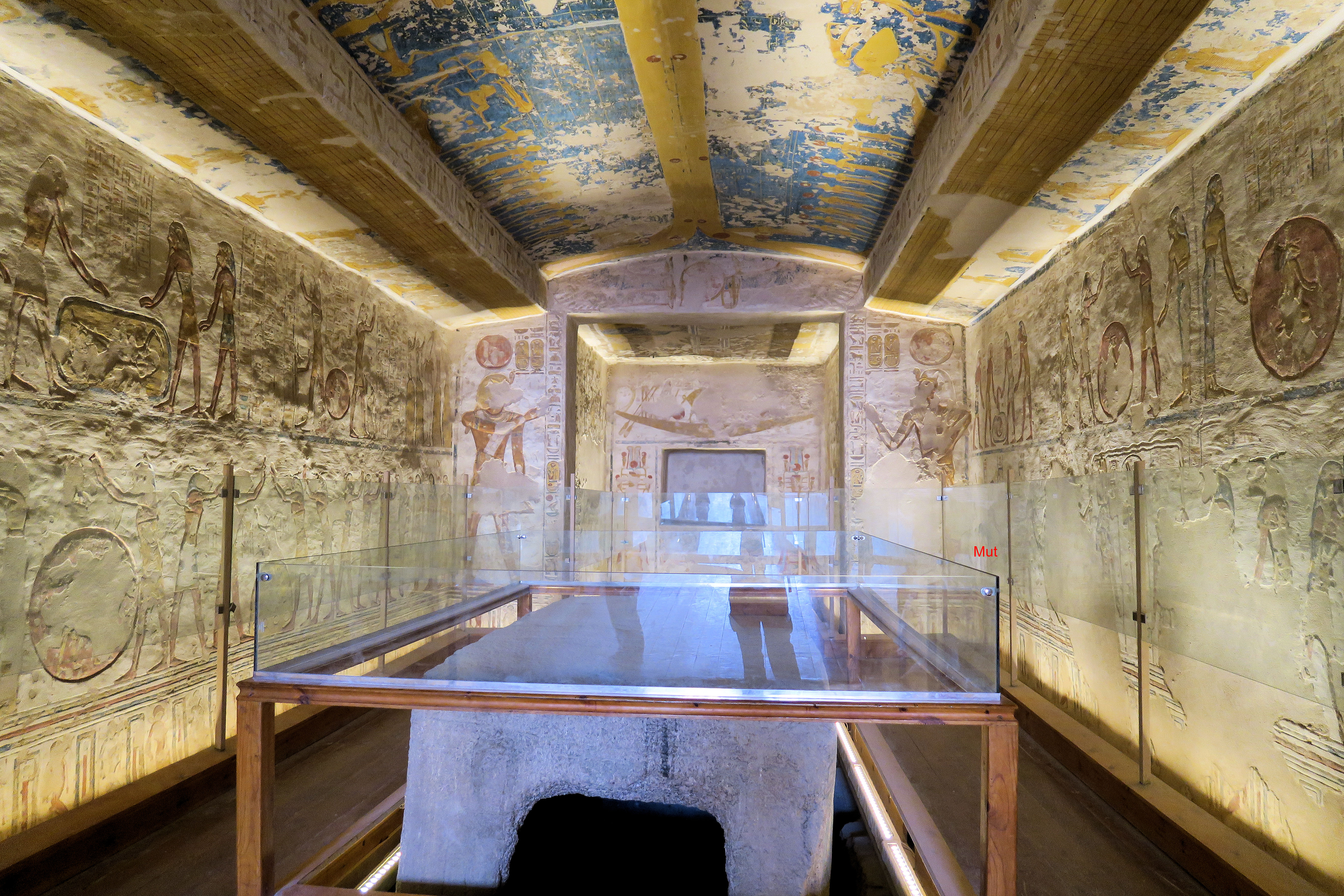
Sarkophag, Astronomische Decke und Wandreliefs in KV1
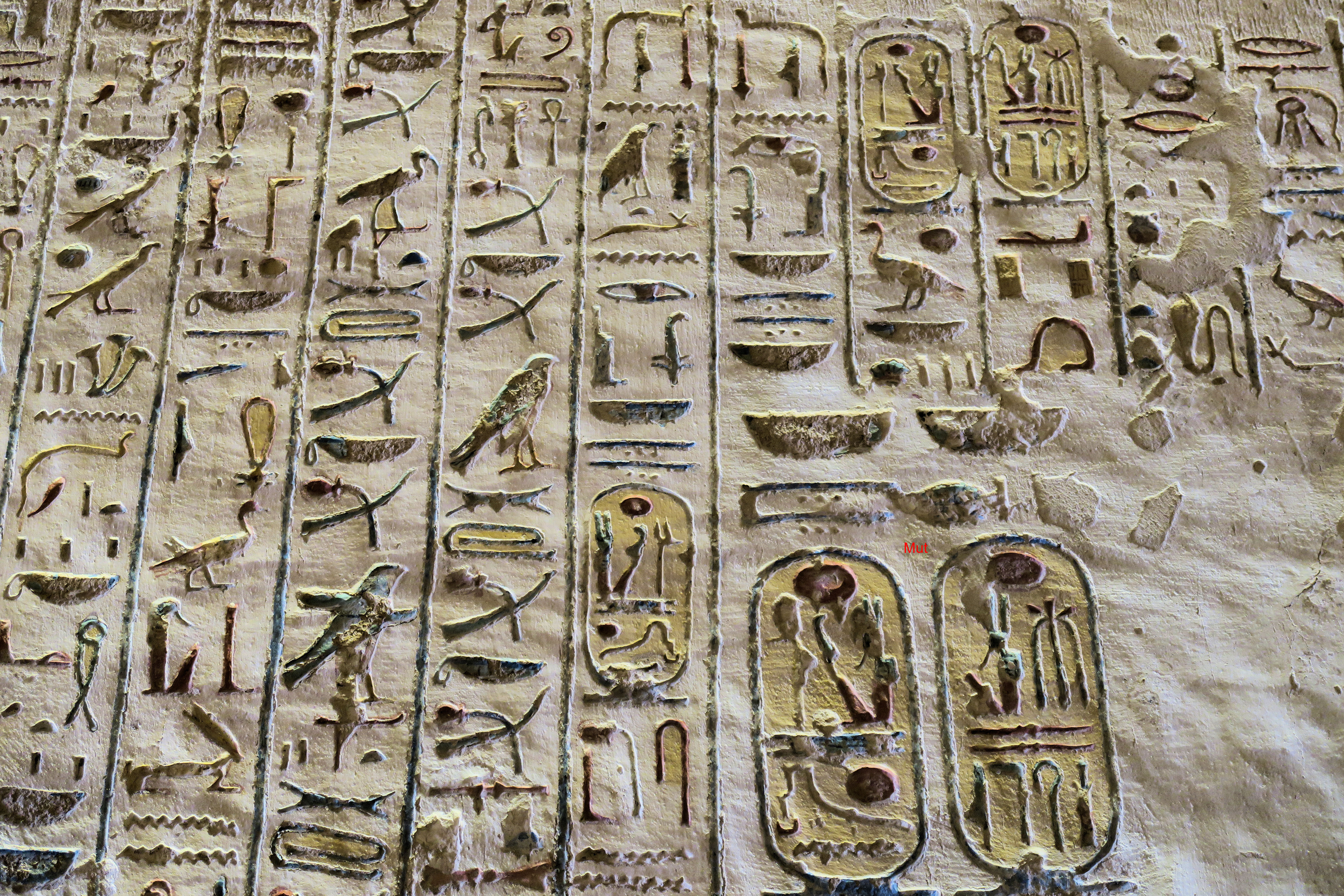
Wandreliefs mit Inschriften über Ramses VII. in seinem Grab KV1